# بيت الجرادي (النادرة)

تعديل مصدري - تعديل

بيت الجرادي محلة تابعة لقرية الشرقة، التابعة لعزلة العارضة بمديرية النادرة إحدى مديريات محافظة إب في الجمهورية اليمنية، بلغ تعداد سكانها 101 حسب تعداد اليمن لعام 2004.